# 베아트릭스 로우란
베아트릭스 수제타 로우란(영어: Beatrix Suzetta Loughran, 1900년 6월 30일 - 1975년 12월 7일)은 미국의 피겨 스케이팅 선수로 싱글 스케이팅과 페어 스케이팅에서 활약했다. 그녀는 유일하게 피겨 스케이팅 종목에서 3개의 올림픽 메달(1924, 1928, 1932)을 획득한 미국 사람이다.

## 개인 생활
로우란은 뉴욕주 마운트 버논에서 태어나서 뉴욕주 롱비치에서 죽었다. 1997년에, 로우란은 미국 피겨 스케이팅 명예의 전당에 헌액되었다.